# Qui a peur des jeux vidéo ?
Qui a peur des jeux vidéo ?  est un ouvrage du psychologue et psychiatre Serge Tisseron paru en 2008 aux éditions Albin Michel,.

## Résumé
Dans ce livre, Serge Tisseron tente d'expliquer la place importante des jeux vidéo chez les jeunes. L'objectif de l'auteur est d'expliquer ce phénomène de dépendance aux parents : comment savoir si son enfant est « accro » ? Que faire pour le décoller de son écran ? Comment prévenir les excès avant l'adolescence ? Quels sont les risques que présentent ces jeux ? La culture des jeunes passerait désormais par les jeux vidéo. La pratique des jeux vidéo concerne 95 % des garçons de 8  à   12 ans qui jouent en moyenne six heures et demie par semaine. L'auteur affirme que leur passion pour ces nouveaux espaces n'est pas un problème médical, mais éducatif et pédagogique. Les joueurs dépendants cherchent à travers les jeux des repères et une sécurité qui leur manquent, mais s'isolent davantage et de façon dramatique.   

## Réception critique
Pour Marie Auffret-Pericon, le livre ne semble plus d'actualité en 2012 car les parents de cette époque ont grandi en même temps que le monde des consoles. Cependant, les avis de professionnels divergent : des psychologues soulignent la thèse que « la violence appelle la violence », des études menées par des pédiatres prouvent que les images violentes suscitent des comportements agressifs,. D'autres prétendent le contraire.(sources?)

## Édition
Serge Tisseron, Qui a peur des jeux vidéo ?, Paris, éditions Albin Michel, 1er octobre 2008, 176 p., broché, 14 cm (ISBN 978-2-7071-2283-4 et 2-7071-2283-1).